# Olchowiec (powiat bieszczadzki)
Olchowiec – osada w Polsce położona w województwie podkarpackim, w powiecie bieszczadzkim, w gminie Czarna. Leży przy drodze wojewódzkiej nr 894.
W połowie XIX wieku właścicielem posiadłości tabularnej Olchowiec z Leobratem był hr. Ksawery Konarski.